# Gmogala scarabaeus
Genre
Espèce
Synonymes
- Gmogala scarabaea Keyserling, 1890

Gmogala scarabaeus, unique représentant du genre Gmogala, est une espèce d'araignées aranéomorphes de la famille des Theridiidae.

## Distribution
Cette espèce se rencontre en Australie et en Nouvelle-Guinée.

## Publication originale
- Keyserling, 1890 : Die Arachniden Australiens. Nürnberg, vol. 2, p. 233-274 (texte intégral).